# Benjamin Creme

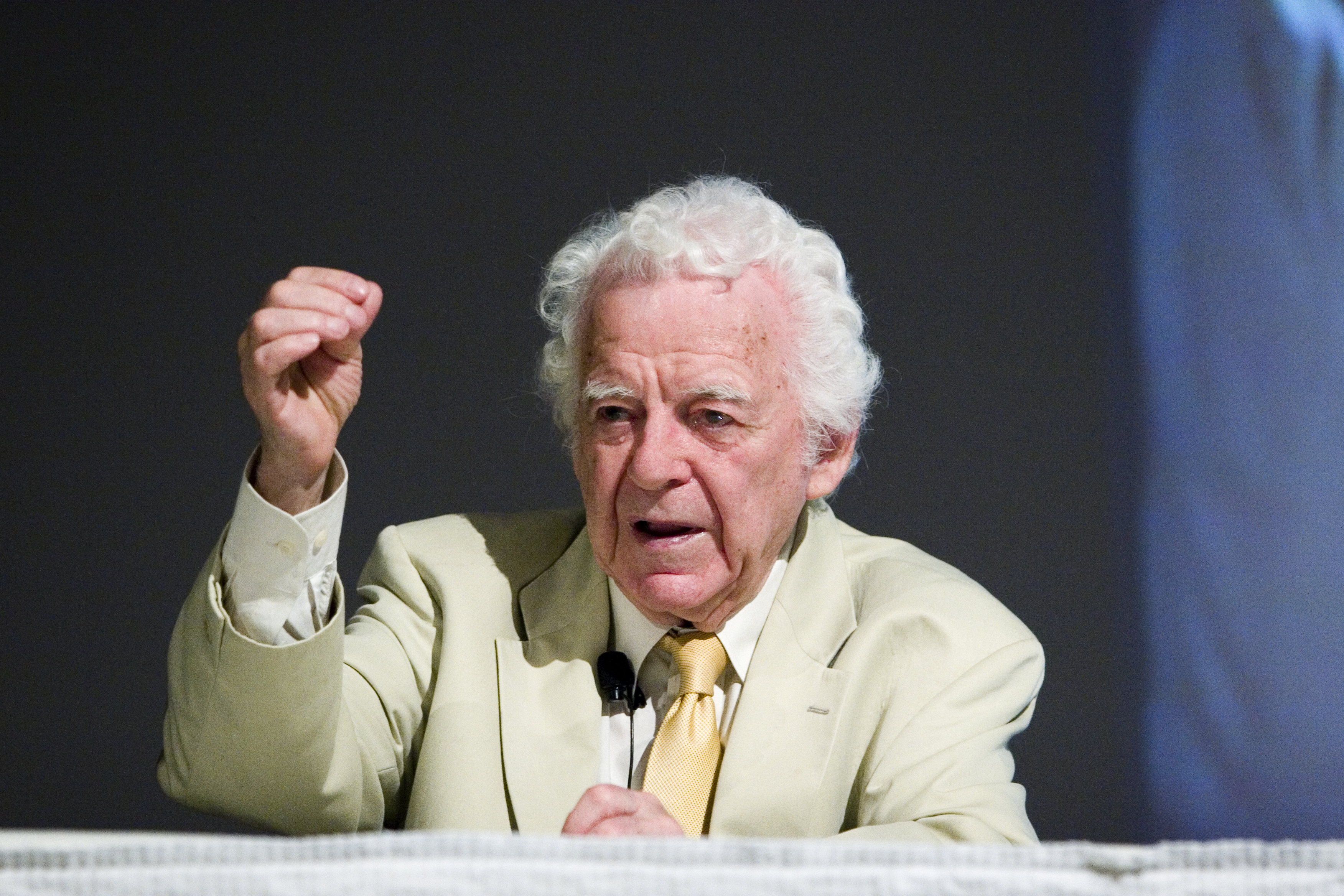
Benjamin Creme in 2008

Benjamin Creme (Glasgow, 5 december 1922 - Londen, 24 oktober 2016) was een Schots esotericus, kunstschilder, auteur, internationaal spreker en redacteur.
Hij werd bekend, doordat hij Maitreya aankondigde als de nieuwe Wereldleraar. De term Maitreya is afkomstig uit het boeddhisme, maar het geldt in dit opzicht voor alle godsdiensten in de wereld. Creme noemt Maitreya 'de Christus'.
In 1959 ging Creme voor het eerst geloven in Maitreya, omdat hij volgens hem een boodschap van zijn Meester zou hebben gekregen. Vlak na die eerste boodschap, volgde een tweede boodschap, waarin Creme verteld werd, dat Maitreya spoedig zou verschijnen.
Daarna volgde vanaf 1972 voor Creme een periode van intensieve, telepathische training onder leiding van zijn Meester. Creme reisde vervolgens door de hele wereld om door middel van lezingen mensen bewust te maken van het bestaan van Maitreya en de Meesters van Wijsheid. Tot op late leeftijd droeg hij nog altijd de boodschap van hoop uit.
Creme ging verder nog boeken schrijven en in 1980 verscheen zijn eerste boek: The Reappearance of the Christ and the Masters of Wisdom (De Wederverschijning van de Christus en de Meesters van Wijsheid).
In mei 1982 verklaarde Creme dat Maitreya in een Aziatische gemeenschap in Londen woont.
Op 11 juni 1988 verscheen een persoon plotseling op een gebedsbijeenkomst van 6000 mensen in Nairobi, Kenia. De aanwezige mensen dachten, dat hij de Christus was. Deze gebeurtenis met foto's ervan haalde de wereldpers. Deze persoon werd door Creme als de Maitreya de Christus, de Wereldleraar geïdentificeerd en verdween even plotseling als hij gekomen was.
Volgens Creme laadde Maitreya voordat hij verscheen een aantal waterbronnen op met zijn energie, waarvan werd beweerd dat er een geneeskrachtige werking uit voortvloeide en zelfs ziektes als diabetes en aids zouden zijn genezen.
Volgens Creme verscheen Maitreya later verspreid over de hele wereld aan gelovigen van verschillende godsdiensten en verder zouden op verscheidene plekken in de wereld waterbronnen gemagnetiseerd zijn.
Ook werd melding gemaakt van plotselinge lichtgevende kruizen in de lucht en de lichtkruizen op gebouwen.
Creme gelooft, dat Maitreya binnenkort de gehele wereldbevolking zal toespreken via een satellietverbinding: radio en televisie, en via telepathische methoden waarbij hij zijn ware identiteit bekend zou maken op wat men Verklaringsdag noemt.
In 1991, vlak voordat Creme in Mexico een lezing zou geven, werd Maitreya door de katholieke kerk in een boek aangeduid als de antichrist.
Een van de laatste boodschappen die Benjamin Creme van zijn Meester telepathisch zou hebben ontvangen, betreft de verschijning van de ster aan de hemel, zoals die ook zo'n 2000 jaar geleden zichtbaar was bij de komst van de Christus. Begin 2009 zouden er bevestigingen van Cremes Meester gekomen zijn dat de ster al verschenen was. Met deze aankondiging zou het volgens Creme niet lang meer duren voor de Meesters van Wijsheid naar voren zouden treden op het wereldtoneel en openlijk te werk zouden gaan.
Als de ster wereldwijd kon worden waargenomen, zou binnen een week Maitreya zijn eerste interview geven op een van de grote Amerikaanse tv-zenders. De waarnemingen van de ster, volgens Creme een gigantische UFO, bleken toch niet zo spectaculair te zijn. Geen enkele astronoom berichtte over een spectaculair nieuw fenomeen aan de hemel.
Anno 2016 zou Maitreya al in verschillende landen (de VS, Mexico,Rusland, China, Brazilië, India) verschillende interviews gegeven hebben op lokale TV netwerken, weliswaar niet onder zijn eigen naam. Onafhankelijke media hebben hieromtrent echter nooit bericht.
Creme overleed dat jaar op 93-jarige leeftijd in Engeland.

## Voorgangers
Creme gaf aan verder te werken op de lijn die door Alice Bailey, Gurdjieff en Blavatsky was uitgezet. Alice Bailey was al begonnen met het idee van het bestaan van een wezen 'Christus' als 'Meester der Meesters en engelen' en een 'Meester Jezus'. Deze 'neo-theosofie' werd toen al door onder meer Basil Crump en Alice Leighton Cleather met klem bestreden. Alice Bailey verkondigde dat de 'Hiërarchie van Meesters' naar buiten zou treden in de wereld en bereidde zo als het ware Creme's missie voor. Blavatsky, die aan Bailey voorafging, hamerde er echter op dat Christus vooral níet als een persoon of menselijk wezen diende te worden beschouwd, maar als een hoog geestelijk principe. Onder invloed van Charles Webster Leadbeater en Annie Besant slopen er kerkelijke tendensen de theosofische leer binnen. Leadbeater werd zelfs in Australië bisschop binnen een nieuw opgezette katholieke kerk, als variant op de theosofie: de Vrij-Katholieke Kerk. Terwijl Blavatsky herhaaldelijk scherpe kritiek op het Rooms-katholicisme heeft geuit. Na Blavatsky's overlijden en tijdens Besants leiderschap was de theosofie dan ook gesplitst in een 'Theosofisch Genootschap' en een 'Theosofische Vereniging'. De eerste zette zich af van de 'vernieuwingen' van Leadbeater en Besant. Een van die vernieuwingen was de voorspelling dat Krishnamurti de nieuwe Wereldleraar zou worden, als 'voertuig' van de terugkerende Christus. Toen die van die rol af zag en zijn leermeester Leadbeater als een kwaadaardige mens karakteriseerde, ontstond het idee dat Christus Zelf als Wereldleraar zou komen, dat met enorme toewijding en doorzettingsvermogen door Creme tot zijn overlijden in het openbaar werd verkondigd en middels boeken en het tijdschrift Share International.
Ook Nikolaj Rjorich (1874-1947) verkondigde de op handen zijnde komst van Maitreya en het aanstaande rijk van Shambhala. Zijn vrouw Helena Rjorich was fel tegen de leringen van Alice A. Bailey en haar man Foster Bailey en hun Meester de 'Tibetaan' Dwjhal Khul. Helena was er zelf vast van overtuigd dat ze leringen ontving van Allal Ming, alias Meester 'Morya'. Morya was een van de Meesters (mahatma's) van Blavatsky geweest.